# 룡악산
룡악산(龍岳山, 표준어: 용악산)은 조선민주주의인민공화국 평양시 만경대구역 룡악산동 룡산동룡산 룡봉리에 위치한 산이다. 용이 하늘로 오르는 것 같은 모습을 하고 있어 용악산이라는 이름이 붙혀졌으며 정상에서는 평양시내의 풍경을 한눈에 내려다볼 수 있다.